# Corgatha molybdophaes
Corgatha molybdophaes är en fjärilsart som beskrevs av Turner 1936. Corgatha molybdophaes ingår i släktet Corgatha och familjen nattflyn. Inga underarter finns listade i Catalogue of Life.